# Quero Educação
A Quero Educação é uma startup brasileira do setor de tecnologia educacional (edtech) que facilita o acesso à educação por meio de bolsas de estudo e informações sobre instituições de ensino básico, superior e continuada. Fundada em 2012, em São José dos Campos (SP), a empresa conecta estudantes a oportunidades em mais de 10.000 instituições de ensino no Brasil.

## Histórico
A empresa foi criada por engenheiros formados pelo Instituto Tecnológico de Aeronáutica (ITA) — Bernardo Pádua, Lucas Gomes e Renata Rebocho — inicialmente como o site Quero Bolsa. Desde 2013, a iniciativa tornou-se lucrativa, destacando-se no mercado de educação.
A startup recebeu investimentos de aceleradoras do Vale do Silício, como a Y Combinator, além do apoio de organizações como a Endeavor e fundos de investimento, incluindo Iporanga Ventures e Omidyar Network. Até o momento, a Quero Educação captou aproximadamente R$ 60 milhões em investimentos de capital de risco (venture capital).

## Estrutura e Impacto
Atualmente, a Quero Educação é composta por cinco plataformas em modelo de marketplaces que atendem diferentes nichos do mercado educacional. Essas plataformas oferecem soluções acessíveis para estudantes de variados níveis e modalidades de ensino. Juntas, elas já impactaram mais de 1 milhão de estudantes em todo o país.
A empresa tem sido reconhecida pela inovação no setor educacional, aparecendo em veículos como GloboPlay, Exame e Pequenas Empresas e Grandes Negócios. Seu objetivo central é democratizar o acesso à educação no Brasil, promovendo alternativas acessíveis para o desenvolvimento educacional.

## Plataformas e Iniciativas

### Quero Bolsa
A Quero Bolsa é a principal plataforma da empresa, permitindo que estudantes encontrem bolsas de estudo em instituições de ensino superior, técnico e de idiomas. Para garantir uma bolsa, o estudante escolhe o curso e a instituição, paga uma taxa de pré-matrícula e tem o benefício assegurado até o final do curso. A plataforma não exige comprovação de renda ou análise de crédito, ampliando o acesso para aqueles que não conseguem benefícios em programas governamentais, como o ProUni ou Fies.

### Melhor Escola
O Melhor Escola foi adquirido pela Quero Educação em 2019, após um investimento de R$ 20 milhões. A plataforma inicialmente funcionava como um buscador de instituições de ensino básico baseado em dados do Instituto Nacional de Estudos e Pesquisas Educacionais Anísio Teixeira (Inep). Com o tempo, evoluiu para um marketplace de ensino básico, ajudando famílias a encontrar e acessar escolas particulares por meio de descontos e bolsas. A integração com a Quero Educação tornou-a uma das maiores plataformas educacionais da América Latina, abrangendo desde o berçário até a educação continuada.